# Krzysztof Penderecki
Krzysztof Eugeniusz Penderecki (Dębica, 23 novembre 1933 – Cracovia, 29 marzo 2020) è stato un compositore e direttore d'orchestra polacco.
La sua opera si collocava nell'ambito del post-serialismo.

## Biografia
Ha ricevuto lezioni di violino e pianoforte sin da piccolo ed è entrato al Conservatorio di Cracovia all'età di 18 anni. Dal 1954 ha studiato composizione con Artur Malawski e Stanisław Wiechowicz presso l'Accademia di Musica di Cracovia, dove è stato in seguito nominato professore nel 1958. Un anno più tardi Penderecki ha vinto tutti e tre i premi disponibili al II Concorso di Varsavia per giovani compositori.

Con la prima esecuzione di Anaklasis al Festival di Donaueschingen nel 1960, entrò a far parte dell'avanguardia internazionale. Penderecki ha in seguito guadagnato una reputazione con un pubblico più ampio con la prima esecuzione della Passione secondo San Luca, avvenuta nella Cattedrale di Münster nel 1966. Il compositore polacco ha insegnato alla Folkwang Hochschule di Essen 1966-1968. La sua prima opera, I diavoli di Loudon, basata sull'omonimo romanzo di Aldous Huxley, ha avuto la sua prima esecuzione all'Opera di Stato di Amburgo nel 1969. Nel 1972, Penderecki è stato nominato rettore dell'Accademia di Stato di Musica di Cracovia e ha anche insegnato alla Yale University negli USA dal 1973 al 1978. Penderecki ha guadagnato una reputazione a livello internazionale come direttore di composizioni proprie e di opere altrui. Nel 1977 vinse il Premio Herder.
La sua sperimentazione sonora destava e desta tuttora scalpore. Viene considerato il musicista di riferimento dell'avanguardia polacca e fra le varie etichette gli è stata assegnata anche quella di "classico postmoderno".
Penderecki è uno dei pochi compositori di musica contemporanea il cui nome sia giunto con successo anche presso il grande pubblico grazie all'utilizzo di alcune sue composizioni in due celebri film: The Exorcist, di William Friedkin, e in Shining di Stanley Kubrick. In quest'ultimo, il brano De Natura Sonoris nr. 2 – una delle composizioni di Penderecki usate da Kubrick per la nota pellicola del 1980, insieme a Jutrznia (o Utrenja), The Awakening of Jacob e Polymorphia – contribuisce notevolmente ad aumentare il clima di tensione e di suspense nel film, grazie ai suoi caratteri striduli e interrotti. Nel 1961 ha composto un'opera in onore delle vittime di Hiroshima, Trenodia per le vittime di Hiroshima: in questo brano, scritto per 52 archi, Penderecki utilizza i cluster e i glissato; il tempo musicale non si misura in battute, ma in secondi. Anche questa composizione è stata resa celebre sia per l'utilizzo cinematografico a commento di una sequenza del film I figli degli uomini (2006) di Alfonso Cuarón, che in quello televisivo nella ottava parte della serie Twin Peaks (2017).
È stato personalmente molto legato a Giovanni Paolo II, al quale ha dedicato alcune composizioni.
Penderecki ha composto otto sinfonie. Molte di esse nascono dalla sua profonda fede cattolica.
Di grande rilievo soprattutto la Settima, intitolata Le sette porte di Gerusalemme, per soli, coro e orchestra. Di rilievo infine la monumentale Passione secondo San Luca, composta negli anni 1965-66, per soli, coro, coro di voci bianche e orchestra, ispirata al modello delle Passioni di Bach.

### Morte
È morto il 29 marzo 2020.

## Composizioni

### Opere liriche
- I diavoli di Loudun (Die Teufel von Loudun), opera in tre atti (1968/1969)
- Paradiso perduto, sacra rappresentazione in due atti (1976/1978)
- La maschera nera, opera in un atto (1984/1986)
- Ubu Rex, opera buffa in due atti (1990/1991)

### Composizioni vocali e strumentali
- Salmi di Davide (1958)
- Strophes (1959)
- Dimensioni del tempo e del silenzio (1959/1961)
- Cantata in honorem Almae Matris (1964)
- La Passione secondo San Luca (1965/1966)
- Dies Irae Oratorio in memoria delle vittime di Auschwitz (1967)
- Utrenja I (1969/1970)
- Utrenja II (1970/1971)
- Kosmogonia (1970)
- Canticum Canticorum Salomonis (1970/1973)
- Magnificat (1973/1974)
- Introduzione, visioni e finale dall'opera Il Paradiso perduto (1979)
- Te Deum (1979/1980)
- Lacrimosa (1980)
- Un Requiem polacco (1980/1984)
- Le sette porte di Gerusalemme – Sinfonia n. 7, sinfonia corale, (1995/1996)
- Inno a San Daniele (1997)
- Inno a San Adalberto (1997)
- Credo per soli, coro e orchestra (1997/1998)
- Drei Chinesische Lieder per baritono e orchestra (2008)
- Kadisz per soprano, tenore, voce recitante, coro maschile e orchestra (2009)
- Powiało na mnie morze snów... per soprano, mezzo soprano, baritono, coro misto e orchestra (2010)
- Ein feste Burg ist unser Gott per coro misto, ottoni, percussioni e orchestra d'archi (2010)

### Composizioni per coro a cappella
- Stabat Mater dal Requiem polacco (1962)
- Miserere (1965)
- In pulverem mortis dalla Passione secondo San Luca (1965)
- Ecloga VIII (1972)
- Agnus Dei (1981)
- Il canto di Cherubino (1986)
- Veni Creator (1987)
- Benedicamus Domine (1992)
- Benedictus (1992)
- Agnus Dei da Versöhnung Messe (1995)
- Benedictus (2002)
- O Gloriosa Virginum  (2009),  Dedicata al maestro José Antonio Abreu

### Composizioni per orchestra
- Emanations per due orchestre d'archi (1958)
- Epitaph "Artur Malawski in memoriam" (1958)
- Anaklasis per archi e gruppi di percussioni (1959/1960)
- Trenodia per le vittime di Hiroshima (1959/1961)
- Polymorphia per quarantotto strumenti ad arco (1961)
- Fluorescences per orchestra (1961)
- Kanon per archi (1962)
- Tre pezzi in stile antico per orchestra d'archi (1963)
- De natura sonoris n. 1 per orchestra (1966)
- Pittsburgh Overture per orchestra (1967)
- Preludio per fiati, percussione e contrabbassi (1971)
- De natura sonoris n. 2 per orchestra (1971)
- Sinfonia n. 1 per orchestra (1972/1973)
- Intermezzo per ventiquattro archi (1973)
- Il risveglio di Giacobbe per orchestra (1974)
- Adagietto dall'opera Il Paradiso perduto per orchestra (1979)
- Sinfonia n. 2 "Di Natale" (1979/1980)
- Passacaglia e Rondo per orchestra (1988)
- Sinfonia n. 3 per orchestra (1988/1995)
- Sinfonia n. 4 "Adagio" per orchestra (1989)
- Sinfonietta per archi (1990/1991)
- Sinfonia n. 5 "Coreana" per orchestra (1991/1992)
- Sinfonia n°6 "Poemi cinesi"
- Partita per orchestra (edizione riveduta) (1991)
- Musik aus “Ubu Rex” per orchestra (1994)
- Serenade per orchestra d'archi (1996/1997)
- Sinfonia n°7 "Le 7 porte di Gerusalemme" (1997).
- Fanfarria Real per orchestra (2003)
- Sinfonia n. 8 “Lieder der Vergänglichkeit” (2004/2005)
- Ciaccona in memoria di Papa Giovanni Paolo II (parte del Requiem polacco) (2005)
- De natura sonoris n. 3 per orchestra (2012)

### Composizioni per strumento solista con orchestra
- Fonogrammi per flauto e orchestra da camera (1961 al Teatro La Fenice di Venezia)
- Sonata per violoncello e orchestra (1964)
- Capriccio per oboe e undici archi (1965)
- Capriccio per violino e orchestra (1967)
- Concerto n. 1 per violoncello e orchestra (1967/1972)
- Partita per clavicembalo concertante, chitarra elettricha, basso elettrico, arpa, contrabbasso e orchestra (1972)
- Concerto n. 1 per violino e orchestra (1976/1977)
- Concerto n. 2 per violoncello e orchestra (1982)
- Concerto per viola e orchestra (1983)
- Concerto per viola, archi, percussione e celesta (1984)
- Concerto per flauto e orchestra da camera (1992/1993)
- Sinfonietta n. 2 per clarinetto e archi (1994)
- Concerto n. 2 per violino e orchestra “Metamorphosen” (1992/1995)
- Concerto Grosso n. 1 per tre violoncelli e orchestra (2000/2001)
- Concerto per pianoforte e orchestra “Resurrezione” (2001/2002)
- Largo per violoncello e orchestra (2003)
- Concerto Grosso n. 2 per tre clarinetti e orchestra (2004)
- Concerto per corno e orchestra “Viaggio d'inverno” (2007/2008)
- Concerto doppio per violino, viola e orchestra (2012)

### Composizioni per strumento solo
- Due capricci per violino solo (1954)
- Capriccio per Siegfried Palm per violoncello solo (1968)
- Capriccio per tuba sola (1980)
- Cadenza per viola sola (1984)
- Per Slava per violoncello solo (1985/1986)
- Preludio per clarinetto solo (1987)
- Divertimento per violoncello solo (1994)
- Sarabanda per viola sola (2000)
- Tanz per violino solo (2009)
- Violoncello totale per violoncello solo (2011)
- Aria, Ciaccona & Vivace, Prima composizione per pianoforte solo (2019)[2][3]

### Composizioni per jazz ensemble
- Actions per jazz ensemble (1971)

### Musica da camera
- Sonata per violino e pianoforte (1953)
- Canti per voce e pianoforte (1955/1958)
- Tre miniature per clarinetto e pianoforte (1959)
- Tre miniature per violino e pianoforte (1959)
- Quartetto per archi n. 1 (1960)
- Quartetto per archi n. 2 (1968)
- Were You a Dream – canti per voce e pianoforte (1981)
- Der unterbrochene Gedanke per quartetto d'archi (1988)
- Trio per archi (1990/1991)
- Quartetto per clarinetto e trio d'archi (1993)
- Passacaglia (1995/1996)
- Larghetto (1997)
- Luzerner Fanfare per otto trombe e percussione (1998)
- Sonata n. 2 per violino e pianoforte (2000)
- Sestetto per violino, viola, violoncello, pianoforte, clarinetto e corno (2000)
- Serenata per tre violoncelli (2007)
- Quartetto per archi n. 3 (2008)
- Duo concertante per violino e contrabbasso (2010)
- Quartetto per archi n.4 (2016)

### Composizioni per nastro magnetico
- Salmi per nastro magnetico (1961)
- La brigata della morte per nastro magnetico (1963)
- Ekecheiria per nastro magnetico (1972)

### Composizioni per altri organici
- Pittsburgh Ouverture per orchestra sinfonica di fiati (1967)
- Ubu Rex, Burleske Suite per grande banda da concerto (1990/1991)
- Luzerner Fanfare per otto trombe e percussione (1998)
- Prelude for Peace per ottoni, timpani e percussione (2009)